# Mini-Meisterschaften
Die mini-Meisterschaften sind eine jährlich stattfindende Tischtennis-Werbeveranstaltung für den Breitensport. Kinder im Alter bis zu 12 Jahren, die noch nicht am offiziellen Punktspielbetrieb des DTTB teilnehmen, spielen in je drei Altersklassen bei Mädchen und Jungen und sollen für den TT-Sport interessiert werden.

## Durchführung
Organisiert wird diese Veranstaltung vom Deutschen Tischtennis-Bund DTTB, Hauptförderer war bis 2009 der Bundesverband der Deutschen Volksbanken und Raiffeisenbanken (BVR), ab 2009 der ARAG-Konzern. Zunächst führen Vereine, Schulen, Kindergärten und Jugendfreizeiteinrichtungen in lokalen Turnieren in verschiedenen Altersklassen die Ortsentscheide durch. Die Sieger qualifizieren sich nacheinander für den Kreis-, Bezirks-, Verbands- und Bundesentscheid. Für den Bundesentscheid sind die 18 erfolgreichsten Mädchen und Jungen der Verbandsentscheide in der Altersklasse zehn Jahre und jünger spielberechtigt.

## Geschichte
Erstmals veranstaltete der DTTB die mini-Meisterschaften 1984. Der damalige Breitensport-Referent des DTTB Manfred Kucht entwarf das Konzept. Seitdem wurden pro Jahr zwischen 950 und 1843 Ortsentscheide durchgeführt, an denen jeweils 20.000 bis 57.000 Jugendliche teilnahmen. Bekannte Sieger waren Kay-Andrew Greil (1984), Bastian Steger (1990) und Koharu Itagaki (2018). Mehr als 1,5 Millionen Kinder haben bislang an über 55.000 Ortsentscheiden teilgenommen (Stand: Juni 2023). Damit gelten die mini-Meisterschaften als erfolgreichste Breitensportaktion im deutschen Sport.
2006 beendete der Hauptsponsor BVR das Sponsoring der Mini-Meisterschaften. Seit dem 1. Juli 2009 ist die ARAG ein  neuer Sponsor. In den Jahren 2019 – 30.6.2022 unterstützte auch das Unternehmen schulsachen.de die mini-Meisterschaften. Zusätzlich sind immer wieder Tischtennis-Ausrüster Partner gewesen. In den letzten Jahren ist das bis zur laufenden Saison die Firma DONIC aus Völklingen.
2020 musste die Veranstaltungsreihe im März während der Kreisentscheide wegen des Coronavirus unterbrochen werden. Aufgrund des Lockdowns wurden keine Bezirks- sowie Verbandsentscheide mehr durchgeführt und erstmals in der Geschichte der mini-Meisterschaften fand auch kein Bundesfinale statt. Erst in der 39. Saison 2021-2022 fand dann wieder ein Bundesfinale, nämlich das 37. vom 27. bis 29. Mai 2022 in Saarbrücken statt. Zum 40-jährigen Jubiläum fand das Bundesfinale vom 2. bis 4. Juni 2023 erneut in Saarbrücken statt.

## Trivia
- Am 4. März 1996 nahmen in Bremerhaven 506 Jugendliche aus 20 Schulen an dem Turnier teil. Dies bedeutet bis zu diesem Zeitpunkt einen Teilnehmerrekord.[3]
- Dieser Rekord wurde Ende Januar 2003 überboten, als in Hamburg 656 Teilnehmer antraten.[4]
- 2007 wurde beim Ortsentscheid des VfL Zusamaltheim die millionste Teilnehmerin registriert.[5]
- Bundessieger 2022: Magdalena Breuer aus Rheinland-Rheinhessen und Kirill Manalaki aus Niedersachsen
- Bundessieger 2023: Sarah Sophia Reichardt aus Berlin und Eren Ahmed aus Baden.